# Номаанде
Номаанде, или манди (Lemande, Mande, Mandi, Nomaande, Noomaante, Numand, Pimenc) — южнобантоидный язык, на котором говорят на севере и западе подразделения Бокито, к юго-западу от города Бафи округов Инубу и Мбам Центрального региона в Камеруне.